# Escif

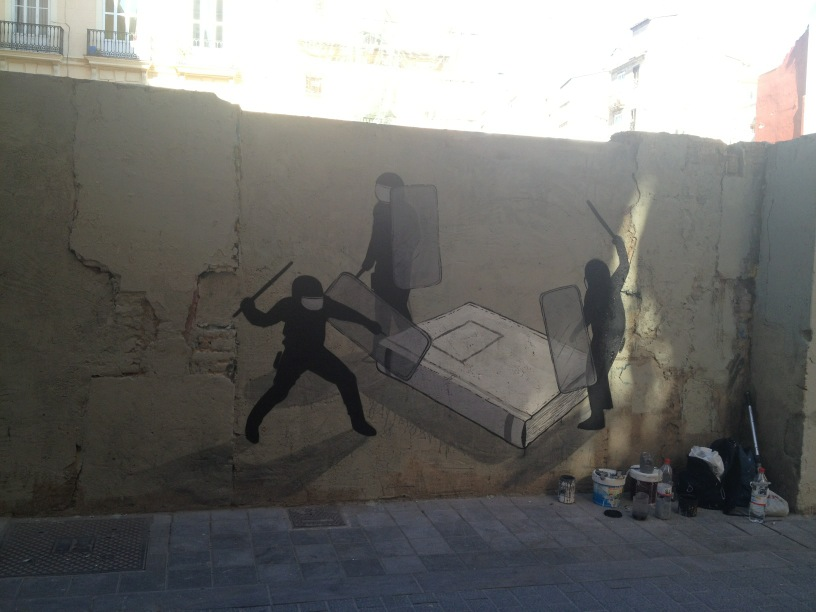
Educación para la Ciudadanía en España, graffiti d'Escif représentant les protestations du Printemps valencien.

Escif (ou Escyf dans ses premières années) est un artiste urbain espagnol, originaire de la ville de Valence, actif depuis 1996 ou 1997. Il fait partie du collectif d'artistes urbains valenciens XLF.

## Biographie
Escyf est originaire de Valence, diplômé des Beaux-Arts et spécialiste en art urbain de l'université polytechnique de Valence. Il débute dans le graffiti durant la seconde moitié des années 1990, faisant évoluer son style jusqu'à ses interventions actuelles. Dans ses œuvres, il a traité de questions sociales telles que l'affaire Gürtel, le printemps valencien ou les coupes économiques,.
En 2014, il dessine la couverture de l'album My Favourite Faded Fantasy de Damien Rice, et en 2015, il dessine la falla de Mossen Sorell - Corona, intitulée Todo lo que sobra.

## Galerie

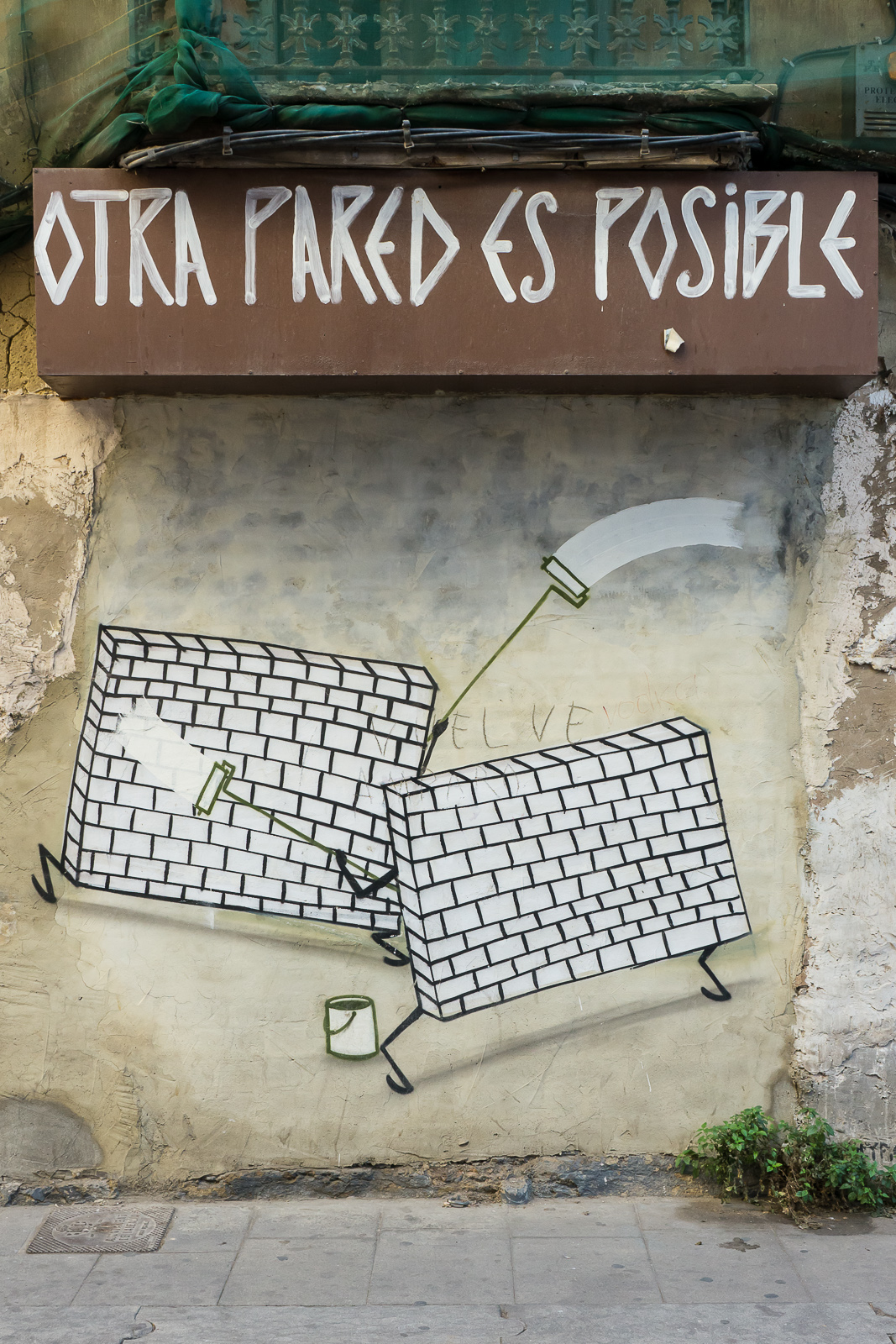
Otra pared es posible, célèbre pièce d'une série de graffitis.
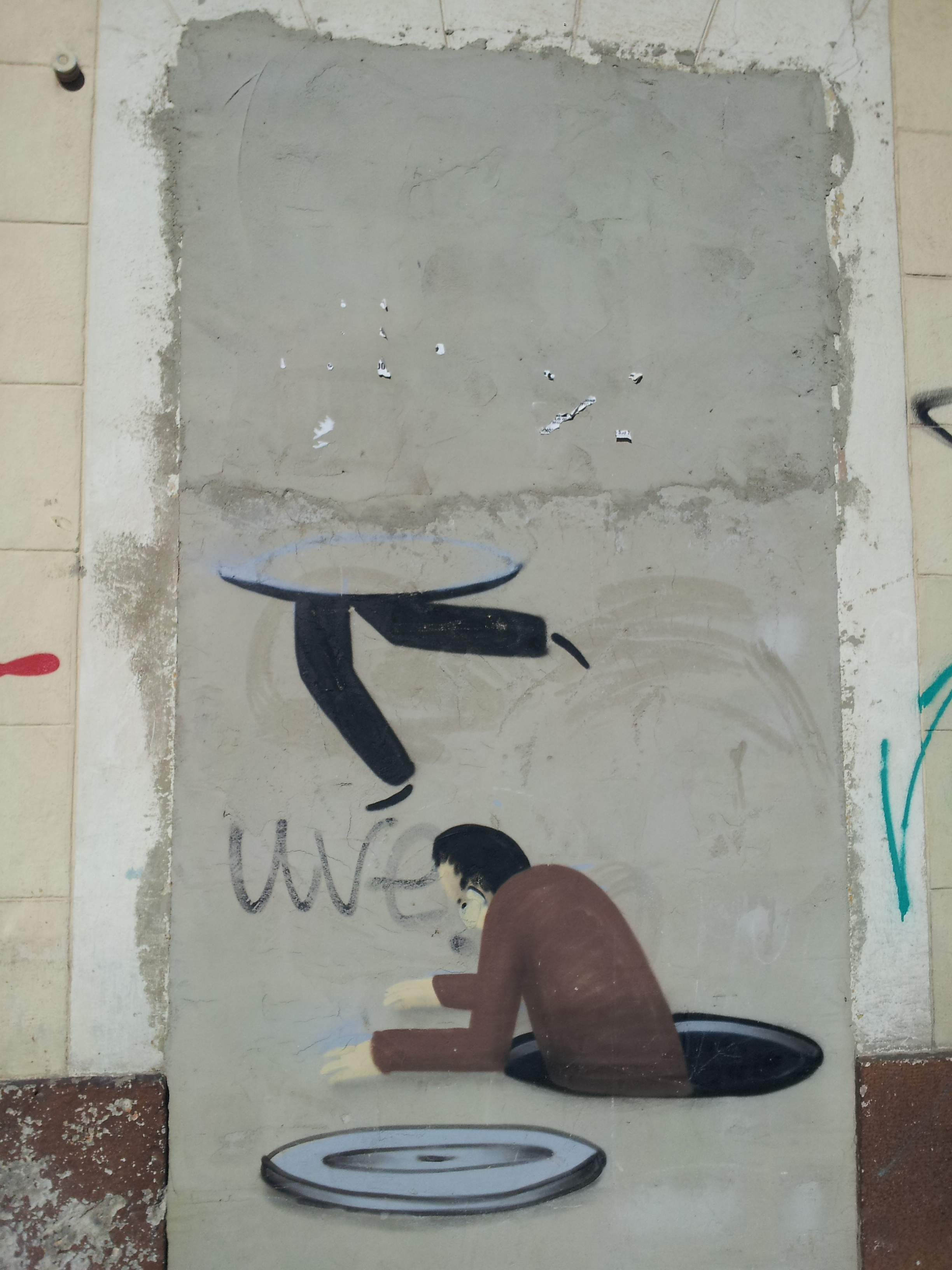
Graffiti à Extramurs.
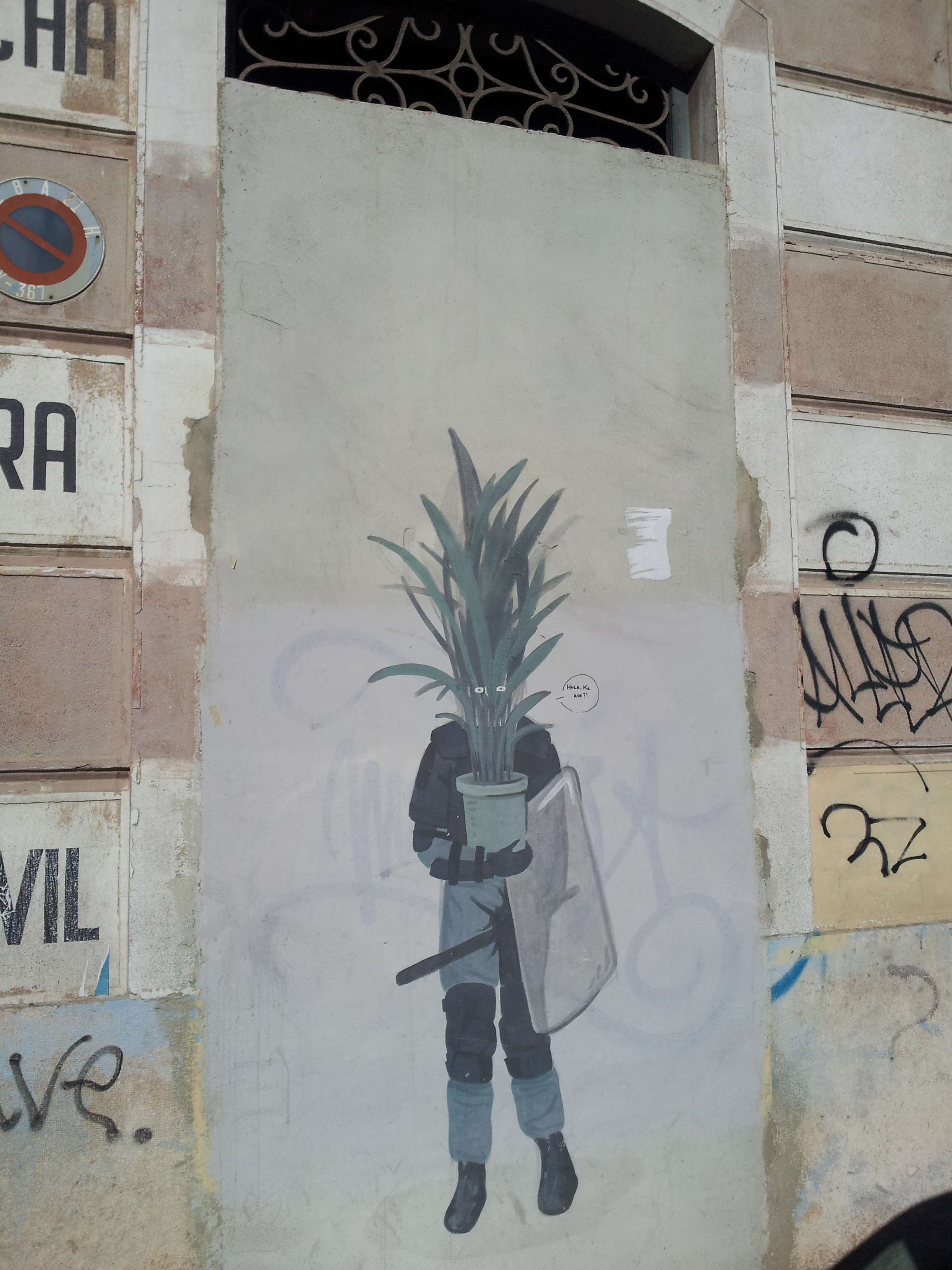
Graffiti à Extramurs.
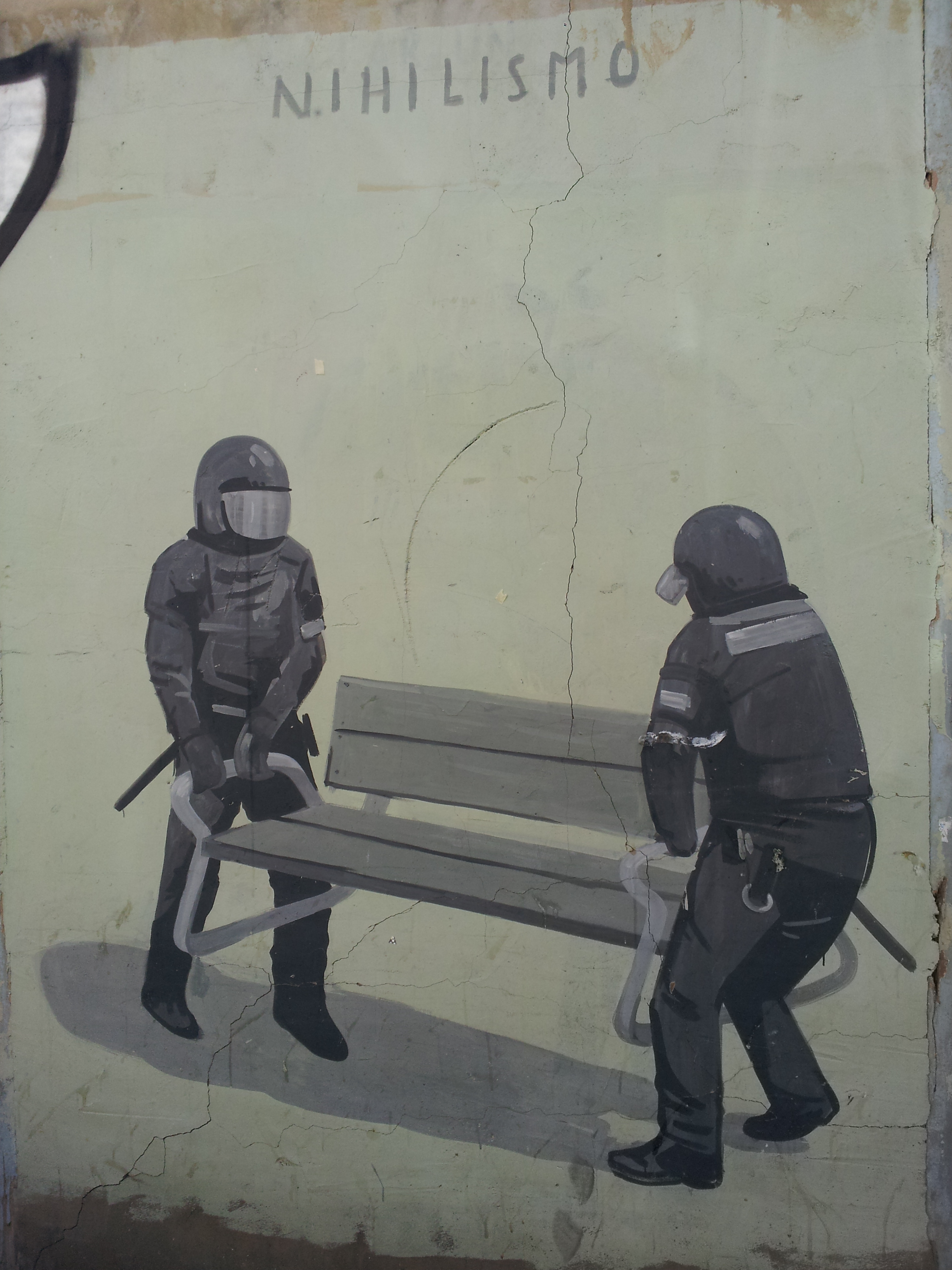
Graffiti à Extramurs.
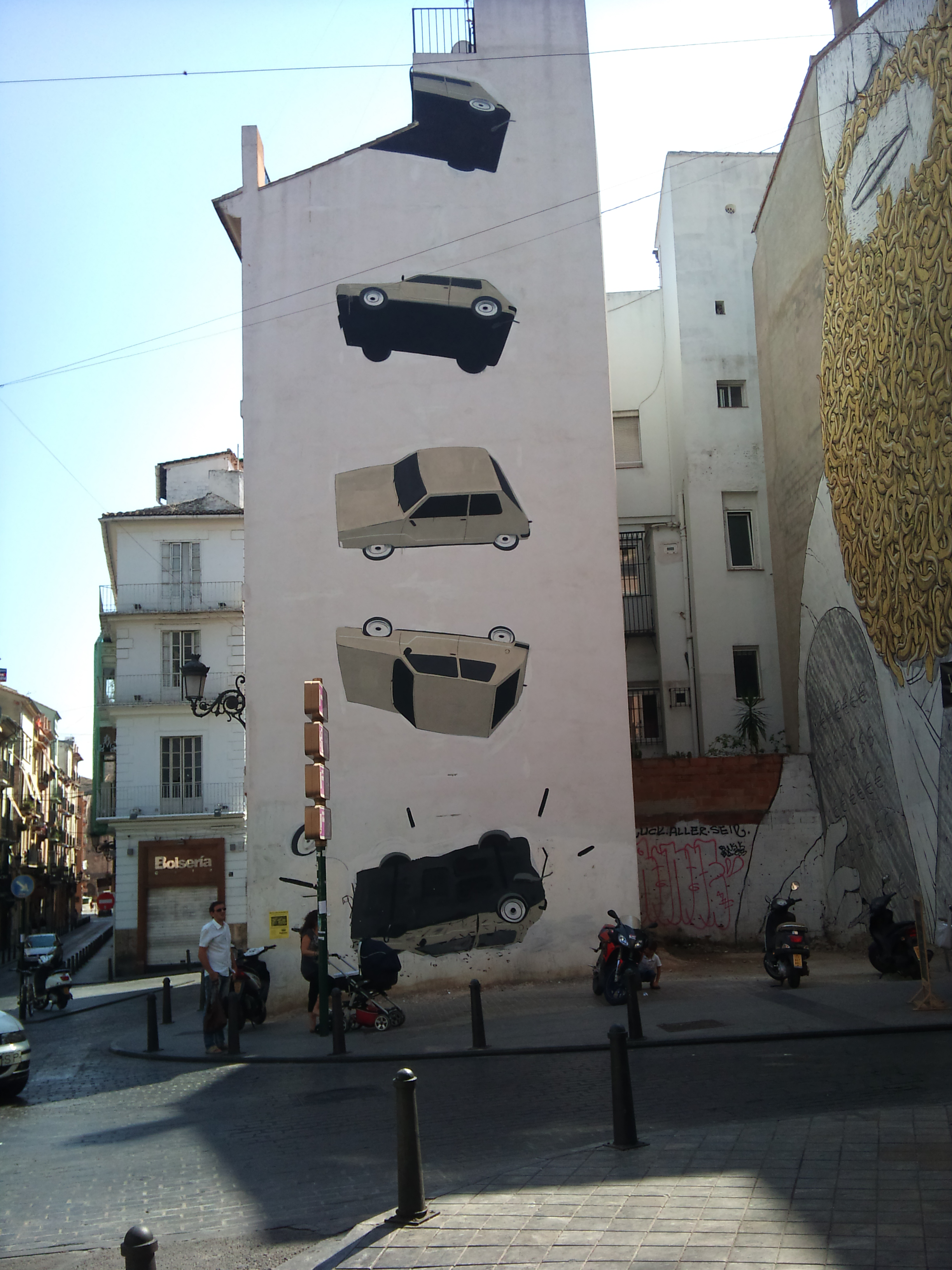
Art mural à la Plaza del Tossal.
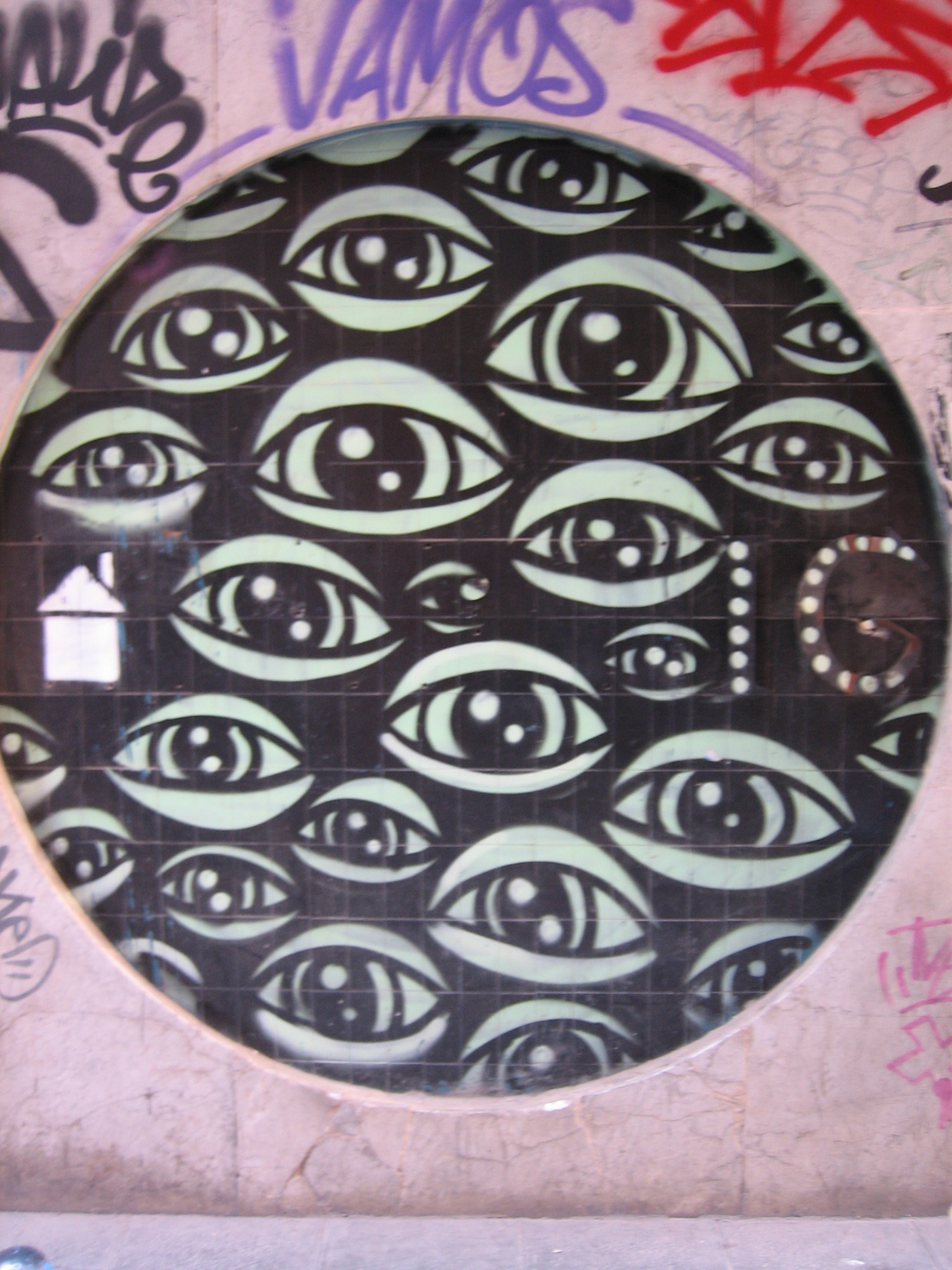
Graffiti avec le logo de ses premières années.
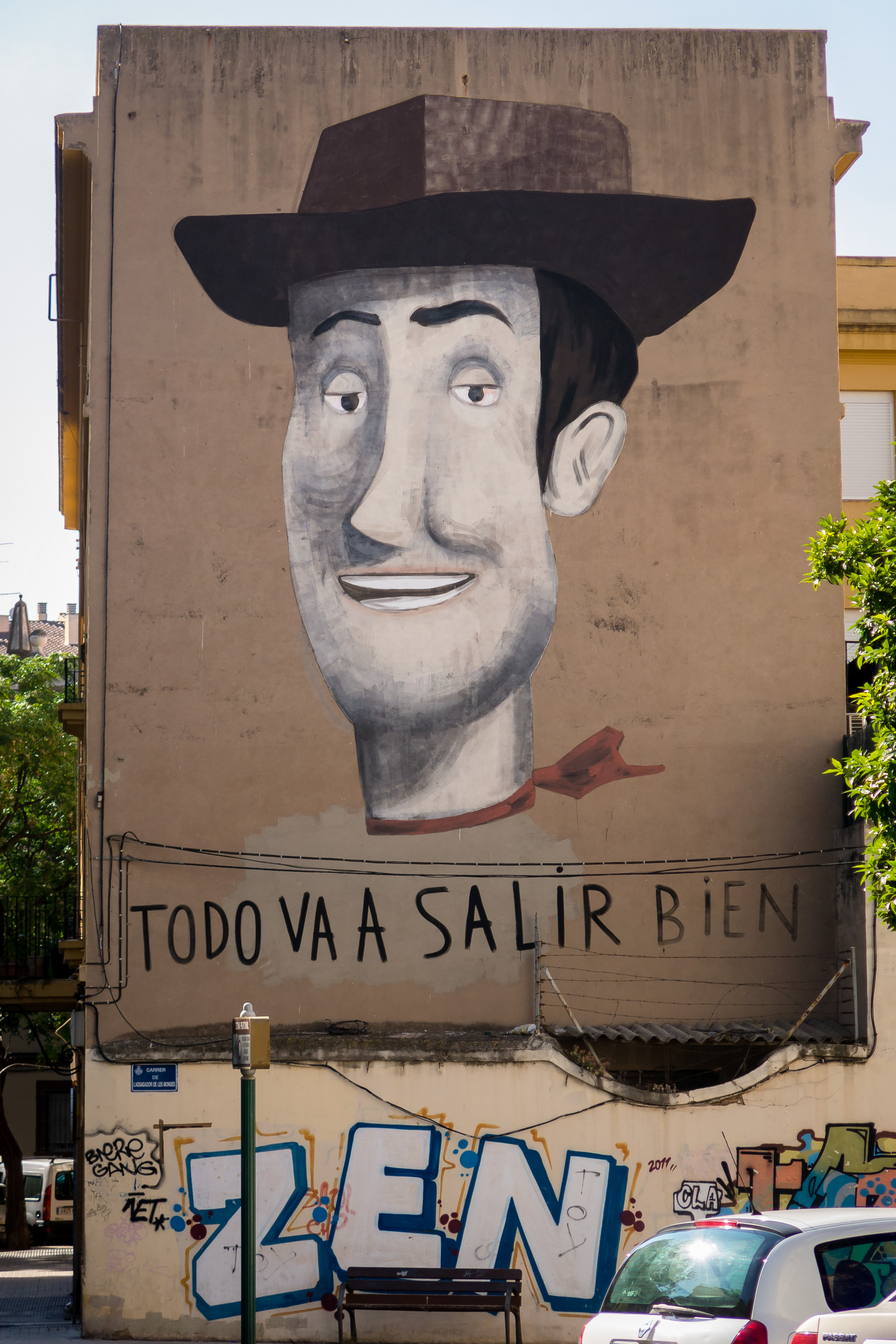
Todo va a salir bien, art mural à Patraix.